# Покровский, Владимир Петрович
Влади́мир Петро́вич Покро́вский (19 августа 1928 — 14 марта 1987) — монтёр Оршанского эксплуатационно-технического узла связи Министерства связи Белорусской ССР, Витебская область. Герой Социалистического Труда (16.01.1974). 

## Биография
Родился 19 августа 1928 года в городе Мстиславль, центре Мстиславского района Оршанского округа Белорусской ССР, ныне в составе Могилёвской области Белоруссии. Из семьи рабочего. Русский.
Получил неполное среднее образование в местной школе. В годы Великой Отечественной войны подростком пережил немецко-фашистскую оккупацию (1941—1943). После освобождения района поступил в местную школу фабрично-заводского обучения в системе Наркомата связи СССР.
По окончании учёбы летом 1944 года получил направление в только что освобождённый от оккупантов Оршанский район Витебской области. Стал работать аварийным, а затем участковым надсмотрщиком линии связи в Оршанском линейно-техническом узле связи (ЛТУС), который размещался в деревне Гришаны Оршанского района (позднее, после восстановления разрушенной Орши, переведён непосредственно в районный центр). В зоне обслуживания Оршанского ЛТУСа Управления связи Наркомата (с 1946 года — Министерства) связи СССР (с 1955 года — Министерства связи БССР) по Витебской области находились Богушевский (упразднён в 1960 году), Дубровенский, Кохановский (упразднён в 1956 году), Оршанский, Сенненский и Толочинский районы области.
И уже тогда, в тяжелейших условиях разрухи и острой нехватки материалов, инструментов и средств передвижения, Владимир Покровский сумел проявить лучшие качества рабочего человека. Любая работа — будь то ремонт линий связи или их бандажирование — выполнялась им быстро и с безупречным качеством.
Юноше едва исполнилось 16 лет, когда суровой зимой 1944—1945 годов он достойно выдержал экзамен по профессии. Как дежурные по узлу связи, Владимир вместе с напарником выходили на ликвидацию повреждений в любое время суток, в любых погодных условиях. В первые месяцы после освобождения Оршанщины нередкими были случаи, когда необезвреженные снаряды и мины многочисленными подрывами нарушали работу связи и угрожали жизни самих ремонтников. Но юные связисты с честью держали нелёгкий экзамен, следуя неписаному правилу всё делать как можно быстрее и добротно. В суровое время войны и первые годы после неё комсомолец Покровский проявил лучшие качества рабочего человека, зарекомендовав себя как трудолюбивый и ответственный работник.
В 1948—1951 годах проходил срочную службу в рядах Советской Армии, после увольнения в запас вернулся к работе на Оршанском линейно-техническом узле связи (позднее Оршанский эксплуатационно-технический узел связи, ЭТУС) Витебского областного управления связи (с 1968 года – Витебского областного производственно-технического управления связи Минсвязи БССР), продолжил работать участковым надсмотрщиком, а с 1955 года — монтёром связи. 
В Минске, столице Белорусской ССР поступил на курсы кабельщиков-спайщиков. Учёбу снова окончил на «отлично». Старательный и смекалистый, он сразу обратил на себя внимание столичных преподавателей и специалистов. Ему предложили работу в Минске, столичную прописку и хорошую квартиру. После долгих раздумий всё же отказался от столь заманчивого предложения и вернулся в Оршу. В зоне обслуживания Оршанского ЭТУСа разворачивались работы по переключению воздушных линий связи на кабельные. В числе передовых работников узла В. П. Покровский принял самое действенное участие в коренном реформировании и переоборудовании сети связи в южной зоне Витебской области.
С переходом Оршанского ЭТУСа на подземную связь Владимир Петрович продолжил трудиться в организации кабельным техником, а затем кабельщиком-спайщиком.
Творческий труд и любовь к профессии позволили ему добиться отличного результата, когда число повреждений на его участке намного сократилось — в отличие от остальных работников узла. Ему стали доверять самые сложные и ответственные участки работ. Он участвовал во всех ремонтно-производственных работах, намного перекрывая при этом нормы выработки.
Возглавил школу передового опыта, на практике демонстрировал свой метод сращивания кабеля в Минске, Витебске и других городах.
Доведённые задания девятой пятилетки и принятые обязательства В. П. Покровский выполнил успешно.
Указом Президиума Верховного Совета СССР от 16 января 1974 года за выдающиеся успехи в выполнении и перевыполнении планов 1973 года и принятых социалистических обязательств Покровскому Владимиру Петровичу присвоено звание Героя Социалистического Труда с вручением ордена Ленина и золотой медали «Серп и Молот».
Он неоднократно выходил победителем социалистического соревнования среди работников связи области и республики.
Ещё одним важным направлением деятельности В. П. Покровского стало наставничество. В 1980-х годах освоил смежную профессию и перешёл работать электромонтёром узла.
Принимал активное участие в общественно-политической работе организации и города. Три созыва подряд входил в состав городского Совета депутатов трудящихся (с 1977 года – народных депутатов). Как член партийного бюро Оршанского ЭТУСа (член КПСС с 1972 года) многое сделал по воспитанию молодых монтёров на славных традициях рабочего класса. Работал в организации до последнего дня жизни.
Проживал в городе Орша Витебской области. Скоропостижно скончался 14 марта 1987 года. Похоронен в Орше.

## Награды
- Золотая медаль «Серп и Молот» (16.01.1974);
- орден Ленина (16.01.1974)
- орден Трудового Красного Знамени (04.05.1971)
- Медаль «За трудовое отличие»
- Медаль «В ознаменование 100-летия со дня рождения Владимира Ильича Ленина» (6 апреля 1970)
- Медаль «За доблестный труд в Великой Отечественной войне 1941—1945 гг.»
- и другими
- Отмечен дипломами и почётными грамотами.

## Память
- На могиле установлен надгробный памятник.
- Имя Героя было занесено в Книгу Почёта Минсвязи БССР и в Книгу Почёта Оршанского ЭТУСа (ныне Оршанского районного узла электросвязи Витебского филиала республиканского унитарного предприятия «Белтелеком»).
- В Мстиславле решением горисполкома от 23 октября 1987 года Краснофлотский переулок был переименован в улицу Покровского.
- Память о Герое увековечена на мемориальной доске, которая была торжественно открыта в январе 2015 года на здании Оршанского районного узла электросвязи по улице Ленина, дом 46.